# Royal Tailor
Royal Tailor fue una banda estadounidense de pop rock cristiano. El grupo se disolvió en 2015.

## Historia
Royal Tailor fue formada por Tauren Wells, DJ Cox, Jeremy Guzman y Blake Hubbard mientras asistían al Indiana Bible College. Jarrod Ingram, que asistió a Gateway College of Evangelism (ahora Urshan College ), se unió más tarde.
Después de escuchar la música de Royal Tailor, Leeland y Jack Mooring transmitieron el EP de la banda a Jason McArthur, vicepresidente de A&R de Provident Music Group, quien firmó con ellos un contrato discográfico. Aaron Lindsey, Chuck Butler y Daniel Kinner produjeron su álbum debut, Black & White, lanzado el 7 de junio de 2011. Recibió una nominación al Mejor Álbum de Música Cristiana Contemporánea por los 54.os Premios Grammy.
En 2013, lanzaron su álbum homónimo que contó con la participación de TobyMac de Gotee Records e incluía "Ready Set Go", sencillo con la colaboración de Capital Kings. El álbum llegó a la posición 95 en la lista Billboard 200, 3° en álbumes cristianos de Estados Unidos y 17 como álbum independiente.
En 2014, lanzaron el tema "Waves" junto a Brian Reithm siendo la última canción como grupo musical.
El grupo se disolvió en 2015 cuando Wells comenzó su carrera en solitario. Los otros miembros de la banda trabajan en otros proyectos. En 2016, Wells dijo sobre la decisión de disolver Royal Tailor que "La banda tuvo éxito, según nuestras medidas de éxito, y obviamente somos mejores amigos, pero para ser sincero, estábamos muy cansados". Wells lanzó su primer sencillo en solitario (Love Is Action) en mayo de 2016, un EP (Undefeated) en septiembre de 2016, un álbum completo para 2017 ("Hills And Valleys") y otros sencillos que posteriormente fueron nominados al Grammy.

## Miembros de la banda
- Tauren Wells - voz principal 2004-2015
- DJ Cox - guitarra, coros 2004-2015
- Blake Hubbard - bajo, coros 2004- 2015
- Jarrod Ingram - batería 2009-2015
- Travis Rigney - batería 2004-2008
- Jeremy Guzman - teclados 2004-2008

## Discografía

### Álbumes de estudio
| Año  | Álbum | Mayor posición alcanzada | Mayor posición alcanzada |
| Año  | Álbum | US                       | US Christ                |
| ---- | --- | ------------------------ | ------------------------ |
| 2011 | Black & White - Lanzamiento: 7 de junio de 2011 - Discográfica: Essential Records - Formatos: CD, descarga digital   | 190                      | 6                        |
| 2013 | Royal Tailor - Lanzamiento: 22 de octubre de 2013 - Discográfica: Essential Records - Formatos: CD, descarga digital | 95                       | 3                        |

### EP
| Año  | EP |
| ---- | --- |
| 2009 | Love Like This - Lanzamiento: 2 de julio de 2009 - Discográfica: Independiente - Formatos: CD, descarga digital |

### Apariciones como invitados
| Título                      | Año  | Otros artistas | Álbum         |
| --------------------------- | ---- | -------------- | ------------- |
| "Living for the Other Side" | 2013 | Capital Kings  | Capital Kings |
| "Love Like Crazy"           | 2013 | 1 Girl Nation  | 1 Girl Nation |

## Premios
Grammy Awards
| Año  | Premio                                                  | Resultado |
| ---- | ------------------------------------------------------- | --------- |
| 2012 | Álbum de música cristiana contemporánea (Black & White) | Nominado  |
| 2015 | Álbum de música cristiana contemporánea (Royal Tailor)  | Nominado  |

Premios GMA Dove
| Año  | Premio                | Resultado |
| ---- | --------------------- | --------- |
| 2012 | Nuevo Artista del Año | Nominado  |